# سیمکا ۱۳۰۱/۱۵۰۱

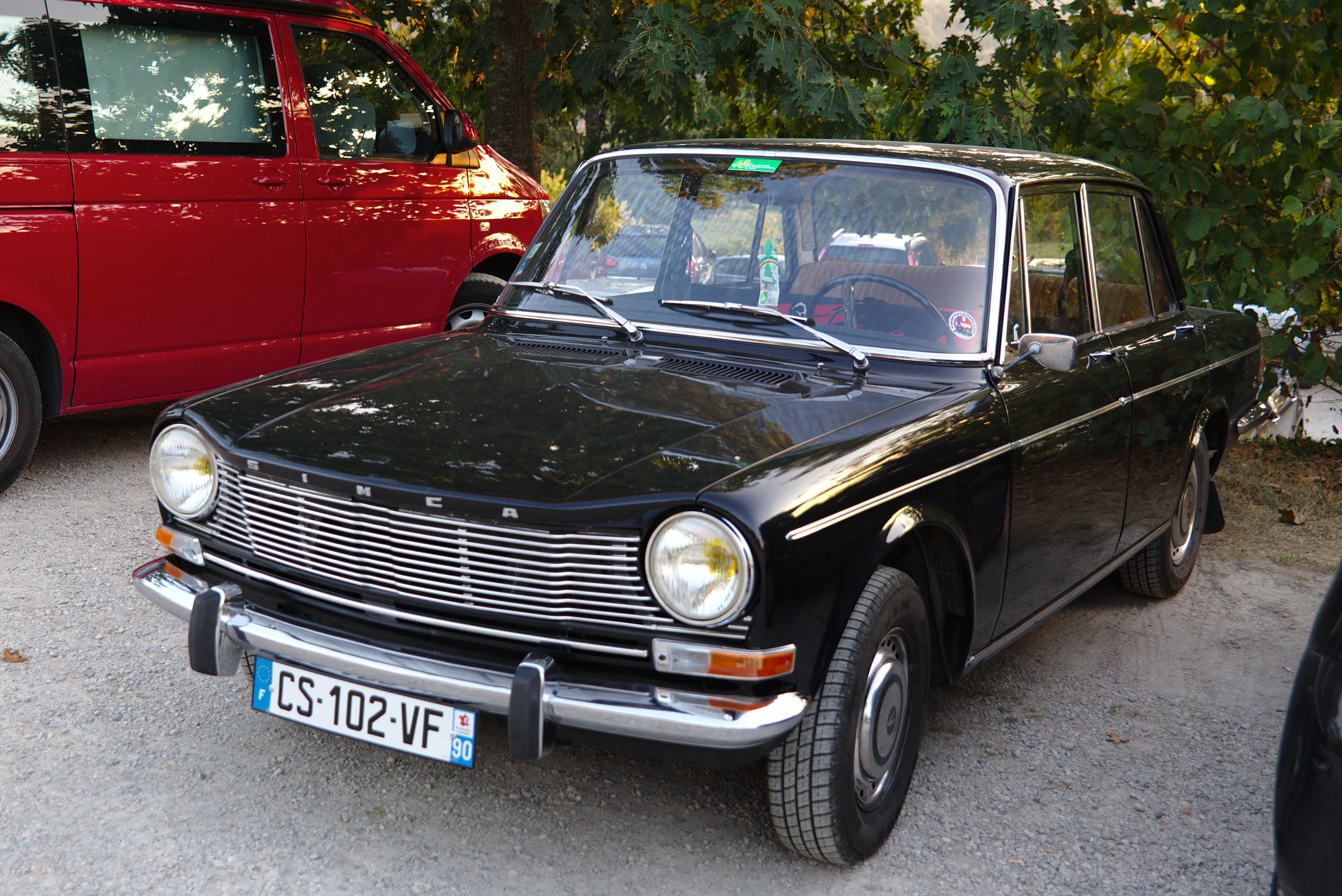
سیمکا ۱۳۰۱

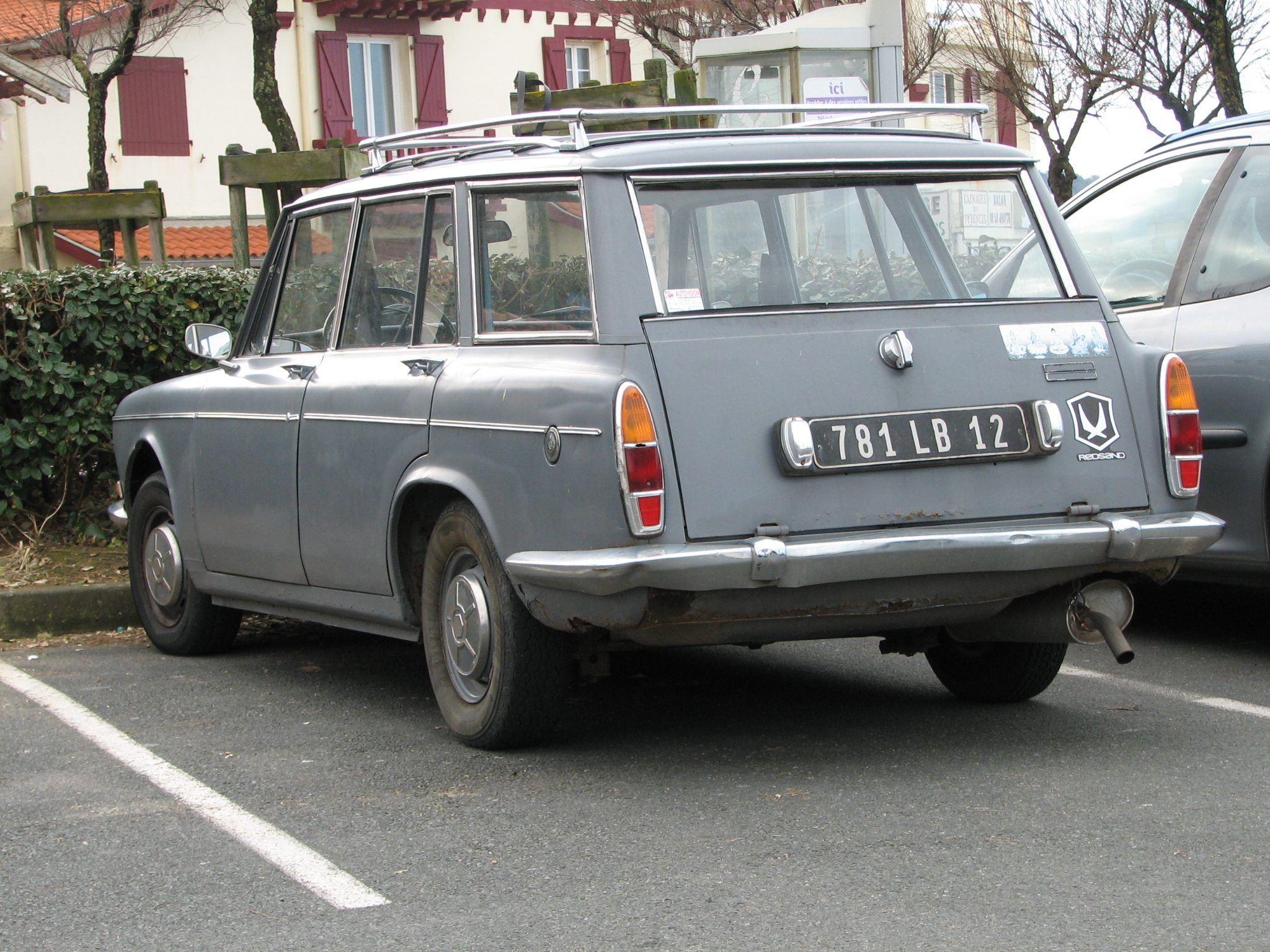
سیمکا ۱۵۰۱ سال ۱۹۷۳

سیمکا ۱۳۰۱ و سیمکا ۱۵۰۱ دو اتومبیل همسان بودند که از ۱۹۶۶ تا ۱۹۷۵ توسط شرکت اتومبیل سازی فرانسوی سیمکا ساخته می‌شدند.

## تاریخچه و مشخصات
سیمکا ۱۳۰۱ و ۱۵۰۱ برای اولین با در اکتبر ۱۹۶۶ معرفی شد و رونمایی از آن ۳۱ اوت همان سال اتفاق افتاد. ۱۳۰۱ و ۱۵۰۱ سیر تکاملی از دو مدل قبلی خود یعنی ۱۳۰۰ و ۱۵۰۰ بودند که در موتور و قطعات مکانیکی همسان بودند.